# Simoncsics Pál
Simoncsics Pál (Daruvár, 1918. november 10. – Szeged, 2002. szeptember 19.) biológia–kémia szakos tanár, egyetemi tanár.

## Család, tanulmányok
Simoncsics Pál 1918. november 10-én született a szlavóniai Daruváron egy pedagóguscsalád hetedik gyermekeként.
Apja, Simoncsics László a szlavóniai szórványmagyarság gyermekei számára alapított Julián-egyesületi iskolák „látogatója” (tanfelügyelője) volt. Az Osztrák–Magyar Monarchia fölbomlása után a család hat élő gyermekével Magyarországra menekült, és Pápán vagonlakóként élte át a „migráns” lét megpróbáltatásait. Kétéves átmeneti tengődés után, 1921 augusztusában Simoncsics László Lébényben telepedhetett le családjával, miután kinevezték a falu iskolájába igazgató-tanítónak. Simoncsics Pál itt végezte el az elemi iskolát.
Középiskolai tanulmányait Győrben a bencés gimnáziumban kezdte és a tanítóképzőben fejezte be. 1938 és 1942 között a szegedi Polgáriskolai Tanárképző Főiskola biológia–kémia szakos hallgatója volt. Akkoriban a tanárképző főiskola és az egyetem egymást kiegészítő intézmények voltak: a nagyobb presztízsű, de kisebb hallgatói létszámmal működő egyetem hallgatóinak zömét a főiskolától „kölcsönözte”. Ekként volt lehetséges, hogy Simoncsics Pál főiskolai hallgatóként is hallgathatta az egyetem jeles professzorait, köztük is elsősorban Szent-Györgyi Albertet.

## Munkássága
Simoncsics Pál botanikusi pályáját SIMONCSICS PÁL: NÖVÉNYNEVEK MAGYARÁZÓ
SZÓTÁRA.  2017.   458. o.   – a II. világháborút megjárt, megszenvedett és „szerencsésen” túlélt nemzedék tagjaira jellemző módon – csaknem évtizedes késéssel kezdhette el a Szegedi Egyetem Greguss Pál vezette Növénytani Tanszéken 1951-ben , miután – négyéves, frontszolgálattal és súlyos sebesüléssel végződő katonaság után – eltöltött néhány évet, ahogy a kor militarizált köznyelvén szokásban volt akkor mondani, „a munka különböző frontjain” a vasúti krampácsolástól a népfőiskolai tanárságon át az Országos Szabadművelődési Tanács fogalmazói állásáig.
Az országra rátelepedő keleti despotizmus prolongálta az ország már az I. világháború vége, a párizsi békék óta meglévő elszigeteltségét, sőt tovább mélyítette az országot a Nyugattól elválasztó szakadékot.
Simoncsics Pál kutatói pályáját meghatározta a tanszék paleontológiai profilja, amely mint politikailag semleges, a voluntarista dilettantizmustól (Liszenko, Micsurin) viszonylag érintetlen diszciplína alkalmas menedéknek bizonyult számára a háború után beköszöntő társadalmi „jégkorszak” idején. Simoncsics Pál munkásságának központjában az ősnövénytan, közelebbről a flóra, flórarokonság, szénképző növénytársulások, sztratigráfia, őséghajlat palinológiai szempontú kutatása állott, de kirándult gyakorlatiasabb területekre is mint amilyen a recens pollenmorfológia, és úttörője volt a hazai aeropalinológiai kutatásnak, amelynek gyakorlata ma már része a meteorológiai jelentések napi rutinjának.
Az ország elszigetelt tudományosságából való kitörést az 1963-ban elnyert éves Humboldt-ösztöndíj hozta el számára, amit Nyugat-Németországban, a holland határ menti Krefeld kutatóintézetében töltött el szakmája akkori vezető kutatója, Robert Potonié professzor mellett. Ez az ösztöndíj egyúttal lehetőséget jelentett tudománya számára, hogy megmutatkozhasson nemzetközi színtéren. 
Erre törekedett akkor is, amikor 1968-ban három hónapot töltött ösztöndíjjal a prágai Károly Egyetem Paleobotanikai Intézetében, aminek betetőzése lett volna az ugyancsak Prágában rendezett Geológiai Világkongresszuson tervezett előadása, amit azonban sok más előadással együtt a történelem újabb fordulata törölt a programból: a Varsói Szerződés csapatainak bevonulása Prágába 1968. augusztus 21-én más irányt szabott a kongresszus résztvevőinek, előadásuk megtartása helyett a megszállt városból való kijutás és hazautazás megszervezése lett a gondjuk. Ennek az Európa kettészakadását fönntartó és megerősítő eseménynek ellenére Simoncsics Pál tudományos pályája továbbra is a Nyugat és Kelet közti „hídépítés” irányában haladt, és ezt ismerte el a Humboldt Alapítvány, amikor 1985-ben tudományos körúton látta vendégül a már nyugdíjas professzort – akkor még – Nyugat-Németországban.
Oktatói pályája úgy alakult, hogy a növénytannak szinte teljes spektrumát tanította: sejttant, szövettant, élettant, rendszertant, ökológiát és gyógynövénytant. Egyetemi előadásaiért és különösen jól szerkesztett növénytan jegyzetéért (Növénytan I-II. gyógyszerészhallgatók részére Szeged, 1974-75), továbbá munkafüzeteiért, nem utolsósorban emberséges vizsgáztatási módszeréért mélyen tisztelték hallgatói. Született pedagógus volt, nyílt szívvel fordult diákjai felé, a SZOTE-n gyógyszerész hallgatókat, a JATE-n biológiai–kémia szakos és biológus hallgatókat tanított. Ugyanígy elfogulatlanul viszonyult kollégáihoz és beosztottjaihoz, akik éppen ezért bizalommal viseltettek iránta, tisztelték széleskörű tudásáért, finom professzori magatartásáért (Gyulai Gábor megjegyzése). Hogy 1983-ban hozzáfogott e szótárhoz, abban bizonyára része volt pedagógiai vénájának, hogy komolyan vette diákjai és fiatalabb kollégái kérdéseit és segélykéréseit, amikor elveszve érezték magukat a nevezéktan útvesztőiben.
A görög–latin nomenklatúra a mögötte fölsejlő mitológiai háttérrel együtt és a nyelvújítás teremtette, újkori logicista magyar terminológia között is széles szakadék tátong, amelyet áthidalni ennek a szótárnak célja – elsősorban a görög–latin elnevezések felől. A magyar terminológia ehhez hasonló magyarázata (transzparenssé tétele) egy újabb szótárt kívánna meg, és Simoncsics Pál távolabbi terve éppen erre irányult volna. Életének 84. évében, 2002. szeptember 20-án halt meg Szegeden, e távoli terve így nem valósulhatott meg, sőt a már csaknem kész szótára is kéziratban maradt.
Egykori tanársegédje, Gyulai Gábor, a gödöllői Magyar Agrár- és Élettudományi Egyetem (korábban: Szent István Egyetem / GATE) professzora kezdeményezte a kézirat kiadását, amelyet Simoncsics Pál kisebbik fia, János őrzött meg és Bartha Dénes, a Soproni Egyetem professzora vállalta a kézirat gondozását, ellenőrzését és kiadásra való előkészítését.

## Főbb művei
1. Simoncsics P. (1966). Nógrádi barnakőszenek palynológiája. Kandidátusi Értekezés, Szeged, pp. 296.
2. Simoncsics, P. (1958a): A katalinbányai miocén barnakőszén palinológiai vizsgálata. - Egyetemi Doktori Értekezés, JATE, Szeged, Kézirat.
3. Simoncsics, P. (1958b). Some data regarding the miocene climate in Hungary, obtained from palynological  investigations into the brown coal of the Colliery at Katalinbánya. Acta Biol. Acad. Sci. Hung. Suppl. 2, 12-13.
4. Simoncsics, P. (1959a). A Salgótarján vidéki miocén barnakőszén palinológiai vizsgálata. Földt. Közl. 89, 71-84.
5. Simoncsics, P. (1959b). Palinologische Untersuchung an den miozänen Braunkohlen des Salgótarjáner Kohlenreviers. I. Die Sporomorphen-Flora von Katalinbánya. Acta Biol. Szeged, 5. 181-199.
6. Simoncsics, P. (1960): Palynologische Untersuchungen an der miozänen Braunkohlen des Salgótarjáner Kohlenreviers II. Succession der Pflanzenvereine des Miozänmoores von Katalinbánya. Acta Biol. Szeged, 6., 99-106.
7. Simoncsics, P. and Kedves, M. (1961). Paleobotanical examinations on Manganese Series in Urkut (Hungary, Transdanubia). Acta mineralogica-petrographica, 14: 22-57. https://acta.bibl.u-szeged.hu/39380/
8. Simoncsics, P. (1963): Palynologische Untersuchung der neogenen Kernbohrung von Damak (Nordostungarn). Grana Palynologica 4, 410-423.
9. Suimoncsics, P. (1964): Einige neue Sporen aus dem Salgótarjáner Kohlengebiet in Ugarn. Fortschr. Geol. Rheinld. u. Westf. 12, 97-104.
10. Simoncsics, P. (1967). Über den Ursprung und die Verwandschaft der Nógráder Braunkohlenflora im Helvet. Acta Biologica, Nova series, Tomus XIII, Fasciculi 3-4: 45-50.
11. Simoncsics, P. (1969). Sporen, Pollen und Moortypen aus dem miozänen Braunhohlengebiet von Nógrád. Acta Biologica, Nova series, Tomus XV, Fasciculi 1-4: 37-50.
12. Kedves, M. and Simoncsics, P. (1971). Investigation of spore and pollen, grains of the carbonate manganese orebore samples Urkut. Acta mineralogica-petrographica, 20: 85-96.
13. Diniz, F., Kedves, M., Simoncsics, P. (1974). The principal sporomorphs from Cretaceous sediments in Vila Flor and Carrajao, Portugal. Comunicacoes dos Servicos Geologicos de Portugal. 58: 161-178.
14. Simoncsics, P. (1974-75). Növénytan I-II. Gyógyszerészhallgatók részére. pp. 346. Szent-Györgyi Albert Orvostudományi Egyetem Gyógyszertudományi Kara (Szeged).
15. Simoncsics Pál (1981). Megemlékezés dr. Horváth Imre egyetemi tanárról. Bot. Közl., 1981. 1. szám.
16. Simoncsics, P. (2017). Növénynevek magyarázó szótára. Tilia XVIII. pp. 458. Szerk. Bartha, D., & Gyulai, G., Nyelvi lektor: Simoncsics, Péter. Szeged-Sopron Gödöllő. LővérPrint Sopron. pp. 458. ISSN 1219–3003